# Assedio di Port Arthur
L'assedio di Porth Arthur, (in giapponese 旅順攻囲戦, Ryojun Kōisen, in russo: Оборона Порт-Артура) 1º agosto 1904-2 gennaio 1905, fu una delle più lunghe e sanguinose battaglie terrestri della guerra russo-giapponese che si concluse con la conquista della base navale russa di Port Arthur (oggi Lüshunkou) e la cattura o distruzione delle navi della Flotta russa del Pacifico in essa ancorate.
Port Arthur era generalmente considerato come una delle migliori posizioni fortificate del mondo. La facilità con cui il generale Nogi Maresuke aveva già conquistato in precedenza la città nella prima guerra sino-giapponese (1894), sconfiggendo le forze della Cina dei Qing in pochi giorni, nonché un eccesso di fiducia del comando generale giapponese nelle proprie capacità di sopraffare i miglioramenti operati dai russi durante la loro occupazione della zona, portarono a una campagna molto più lunga, con perdite considerevolmente maggiori durante la guerra russo-giapponese.

## Antefatti
Nel 1895 in seguito alla prima guerra sino-giapponese il Giappone aveva ottenuto con il trattato di Shimonoseki il possesso di Port Arthur, ma era stato obbligato a rinunciare a esso dal Triplice Intervento di Russia, Francia e Germania. Tre anni più tardi la Russia costrinse la debole dinastia Qing a concedere Port Arthur in affitto per 25 anni rinnovabili. L'importanza di Port Arthur derivava dalla sua posizione che gli permetteva di controllare le rotte dalla Corea e dal Giappone verso la Cina, con il vantaggio rispetto ad altri porti di essere libero dal ghiaccio tutto l'anno.
Nel 1904 Port Arthur era la base principale della Flotta del Pacifico che avrebbe potuto minacciare gravemente le linee di rifornimento giapponesi, inoltre la sua conquista aveva per il Giappone un grande valore simbolico per poter vendicare l'umiliazione del Triplice Intervento. Un'ulteriore motivazione per la sua conquista era la notizia della preparazione della Seconda Flotta del Pacifico che la Russia si stava preparando a inviare per rinforzare la Flotta del Pacifico riparata a Port Arthur, rendendone quindi imperativa la sua distruzione prima che le due flotte si potessero riunire.
Nonostante il fallimento dei tentativi di ostruzione dell'imboccatura del canale di ingresso a Port Arthur l'ammiraglio Togo diede comunque il via libera al trasporto della 2ª Armata, che iniziò lo sbarco il 5 maggio 1904 a Pitzuwo, al comando del generale Oku Yasukata, con l'ordine di occupare Dalian e successivamente Port Arthur. Il 26 maggio la 2ª Armata s'impadronì della collina di Nanshan, che domina lo stretto istmo che connette la penisola di Liaondong al continente, isolando quindi i difensori di Port Arthur dal resto dell'esercito russo.
Le operazioni contro Port Arthur passarono quindi alla 3ª Armata, al comando del generale Nogi Maresuke, formata dalla 1ª Divisione, trasferita dalla 2ª Armata e dalla 11ª Divisione., rinforzata a luglio dalla 9ª Divisione.

## Terreno
| Italiano                        | Inglese                        | Russo                 | Cinese            | Giapponese               |
| ------------------------------- | ------------------------------ | --------------------- | ----------------- | ------------------------ |
| -                               | 174-Meter Hill                 | Uglovaya Gora         | –                 | –                        |
| Quota 203 Collina dei 203 metri | 203-Meter Hill                 | Visokaya Gora         | Royu-shan         | Nihyakusan Kôchi         |
| -                               | B Battery                      | Fortificatsia 1       | –                 | Keikawnshan Higashi      |
| -                               | Chair Hill Port                | Fort 4                | I-Tsu-Shan        | I-Shi-San                |
| -                               | Cockscomb                      | Fort 2                | Chi-Kuan-Shan     | Kei-Kwan-San             |
| -                               | Division Hill                  | Divisionnaya Gora     | –                 | –                        |
| Nido d'Aquila                   | Eagle's Nest Forte Wantai      | Orlinoe Gnezdo        | Wang Tai [Wantai] | Bo Dai                   |
| -                               | East Panlung                   | Redut 1               | –                 | Banru-San-Higashi        |
| -                               | False Hill                     | Falshivaya Gora       | –                 | –                        |
| Montagna della tavola           | Flat Hill 180 Metre Hill       | Ploskaya Gora         | –                 | Akasaka Yama             |
| Montagna d'Oro                  | Golden Hill                    | Zolotaya Gora         | –                 | –                        |
| -                               | Great Orphan                   | Dagushan              | Teku-Shan         | Teiko-San                |
| -                               | Little Orphan                  | Siagushan             | Esiao-Ku-Shan     | Shoko-San                |
| -                               | Long Hill                      | Dlinnaya Gora         | –                 | Namako Yama              |
| -                               | P Fort Otkriti                 | Kaponir 2             | –                 | Ichinoue                 |
| -                               | Pine Tree Port / Fort Sung-Shu | Fortificatsia 3       | Sung-Shu-Shan     | Sho-Ju-San               |
| -                               | Port Arthur                    | Port Artur            | Lüshun            | Ryojun                   |
| -                               | Q Fort                         | Kuropatkinskii Lyunet | –                 | Yoshinaga                |
| -                               | South Fort                     | Fort 1                | Pai-Yin           | Hyaku-Ginzan-Kita-Ho-Dai |
| -                               | Temple Redoubt                 | Kumirenskoi Redut     | –                 | –                        |
| -                               | Tumulus Battery                | Kurgannaya Batareya   | –                 | –                        |
| Catena del dragone              | Twin Dragons                   | Fort 3                | Ehrlung-Shan      | Niru-San Fort            |
| Forte Kuropatkin                | Water Work Redoubt             | Vodoprovodnyi Redut   | –                 | Kuropatkin               |
| -                               | West Panlung                   | Redut 2               | –                 | Banru-San-Nishi          |
| Alture del lupo                 | Wolf Hills                     | Volchiyi Gory         | Peng-Huang-Shan   | Ho-San                   |

Port Arthur si trova all'estremità meridionale della piccola Penisola del Kuantung, collegata dallo stretto istmo di Nanshan alla penisola di Liaodong. La città è naturalmente protetta da terra da una corona di ripide colline rocciose, mentre di fronte a essa si apre un vasto porto naturale collegato al mare da uno stretto canale. La profondità del canale variava da 6 m con la bassa marea fino a 8,7 m con l'alta marea, quindi alcune delle navi più grosse della Marina Imperiale Russa, come la Poltava e la Pobeda, potevano uscire dal porto solo con l'alta marea, nonostante alcuni lavori di ampliamento intrapresi dai cinesi prima e dai russi poi.
Il porto disponeva di un bacino dalla forma di pentagono irregolare in grado di accogliere fino a dieci navi di media grandezza circondato da officine, cantieri e magazzini e di un bacino di carenaggio. Il lato occidentale del porto era costituito da una vasta, ma poco profonda insenatura, che emergeva durante la bassa marea eccetto che per uno stretto canale profondo circa 6 m. La rada interna tra il porto occidentale e quello orientale del porto fungeva da principale ancoraggio per le navi della flotta del Pacifico.
Il perimetro principale di difesa esterna seguiva una linea di colline disposte a semicerchio intorno al porto da Little Orphan Hill e Big Orphan Hill vicine al fiume Ta-ho a oriente e Namako Yama, Akasaka Yama, la Quota 174, Quota 203 e False Hill a occidente, per una lunghezza complessiva di 19 chilometri. La vallata in cui scorre il fiume Lun-ho divide le alture in due gruppi e attraverso questa passano la strada mandarina, la ferrovia e la canalizzazione dell'acqua potabile, prelevata dal villaggio di Sciuisciing. Il terreno è generalmente spoglio e roccioso, gli unici alberi sono nelle vicinanze dei villaggi. Le strade seguono in genere il letto dei torrenti asciutti o le creste dei monti e sono spesso rese inutilizzabili dal mal tempo, con l'eccezione della strada mandarina che fiancheggia la ferrovia.

### Le fortificazioni
Verso il mare le fortificazioni si estendevano a occidente del canale per circa 8  km di lunghezza lungo la penisola della Tigre, a oriente sulla montagna d'Oro, sul monte della Croce e sulla costa di fronte a queste alture esse consistevano per la maggior parte di batterie (numerate da 1 a 22), costruite per in precedenza dai cinesi e ampliate dai russi. L'installazione a circa 100 m di altezza o più della maggior parte delle batterie rendeva inefficace il fuoco di risposta delle navi nemiche e permise durante l'assedio di tenere lontana la flotta giapponese che venne costretta a pattugliare al largo del porto. Alcune batterie erano invece piazzate in basso per coprire la zona morta sotto alle batterie poste a quota più alta. La maggior parte era armata con cannoni di calibro pari o superiore a 15 cm
I cinesi avevano costruito a partire dal 1884 delle opere di difesa campali sulla catena del Dragone e sulla montagna della Tavola, ma queste erano state parzialmente distrutte dai giapponesi prima che consegnassero Port Arthur ai russi. Un primo piano di costruzione che prevedeva una linea fortificata di 74 km che avrebbe compreso anche le alture del Lupo e altre colline esterne era stato scartato in quanto ritenuto troppo costoso e avrebbe necessitato di una guarnigione di 70 000 uomini Le fortificazioni costruite sulle posizioni già scelte dai cinesi sulle colline del Dragone e della Tavola per una lunghezza complessiva di 22 km.
Le colline erano pesantemente fortificate, con perimetri multipli di difesa e campi di fuoco sovrapposti, che sfruttavano al meglio le caratteristiche naturali del terreno. Circa un chilometro e mezzo dietro questa linea difensiva c'era l'originale muro cinese in pietra che circondava la città vecchia di Lushun da sud fino al fiume Lun-ho a nord-ovest. I russi prolungarono il muro a ovest e a sud, circondando gli linee di avvicinamento al porto e alla città nuova di Port Arthur con forti in cemento, nidi di mitragliatrici e trincee interconnesse. Comunque molte delle ridotte e fortificazioni erano ancora incomplete, dato che molte risorse erano scarse o erano state utilizzate per migliorare le fortificazioni di Dalian, più a nord, lungo la penisola del Liaodong. Su un totale di 552 cannoni previsti, solo 116 erano stati installati ed eccetto per otto i rimanenti erano tutti puntati verso il mare.

## Forze in campo
Alla vigilia della guerra Port Arthur disponeva per la difesa del porto di una guarnigione di circa 18 000 soldati dell'Esercito Imperiale Russo e di altrettanti marinai della Marina Imperiale Russa. Dopo la sconfitta russa a Nanshan il luogotenente generale Anatolij Michajlovič Stessel' si ritirò con i suoi uomini a Port Arthur, assumendone il comando dal parigrado Konstatin Smirnov per diritto di anzianità. Complessivamente all'inizio dell'assedio Port Arthur disponeva di una guarnigione di circa 47 000 uomini, compresi i marinai della flotta. La popolazione civile ammontava a circa 20 000 persone di cui la maggior parte cinesi.
La presenza di due comandanti parigrado, Stessel' e Smirnov, complicava la catena di comando russa, quindi il generale Kuropatkin, comandante supremo delle forze russe nell'Asia Orientale durante la guerra, inviò il 3 luglio un messaggio a Stessel' ordinandogli di abbandonare la fortezza a bordo di un cacciatorpediniere, lasciando il comando a Smirnov. Ma Stessel' ignorò l'ordine e nella risposta inviata a Kuropatkin si giustificò scrivendo: «Considero la mia presenza qui essenziale per il bene della Madrepatria e delle nostre truppe.» Poiché a Stessel' era appena stata conferita una medaglia dell'Ordine di San Giorgio dallo zar Nicola II Kuropatkin decise di ignorare l'insubordinazione.
| Impero giapponese | Impero giapponese | Impero russo | Impero russo |
| ----------------- | --- | ------------ | --- |
|                   | Generale Nogi Maresuke 3ª Armata: circa 80 000 uomini: - 1ª Divisione - 9ª Divisione (da luglio 1904) - 11ª Divisione - 2 brigate della riserva - 1 brigata navale - 1 brigata mista di artiglieria |              | Generale Anatolij Michajlovič Stessel': Circa 42 000 uomini: - 4ª Divisione fucilieri siberiani - 7ª Divisione fucilieri siberiani - 1 reggimento della 2ª Divisione fucilieri siberiani più circa 18 000 marinai della Marina Imperiale Russa |

## Le battaglie

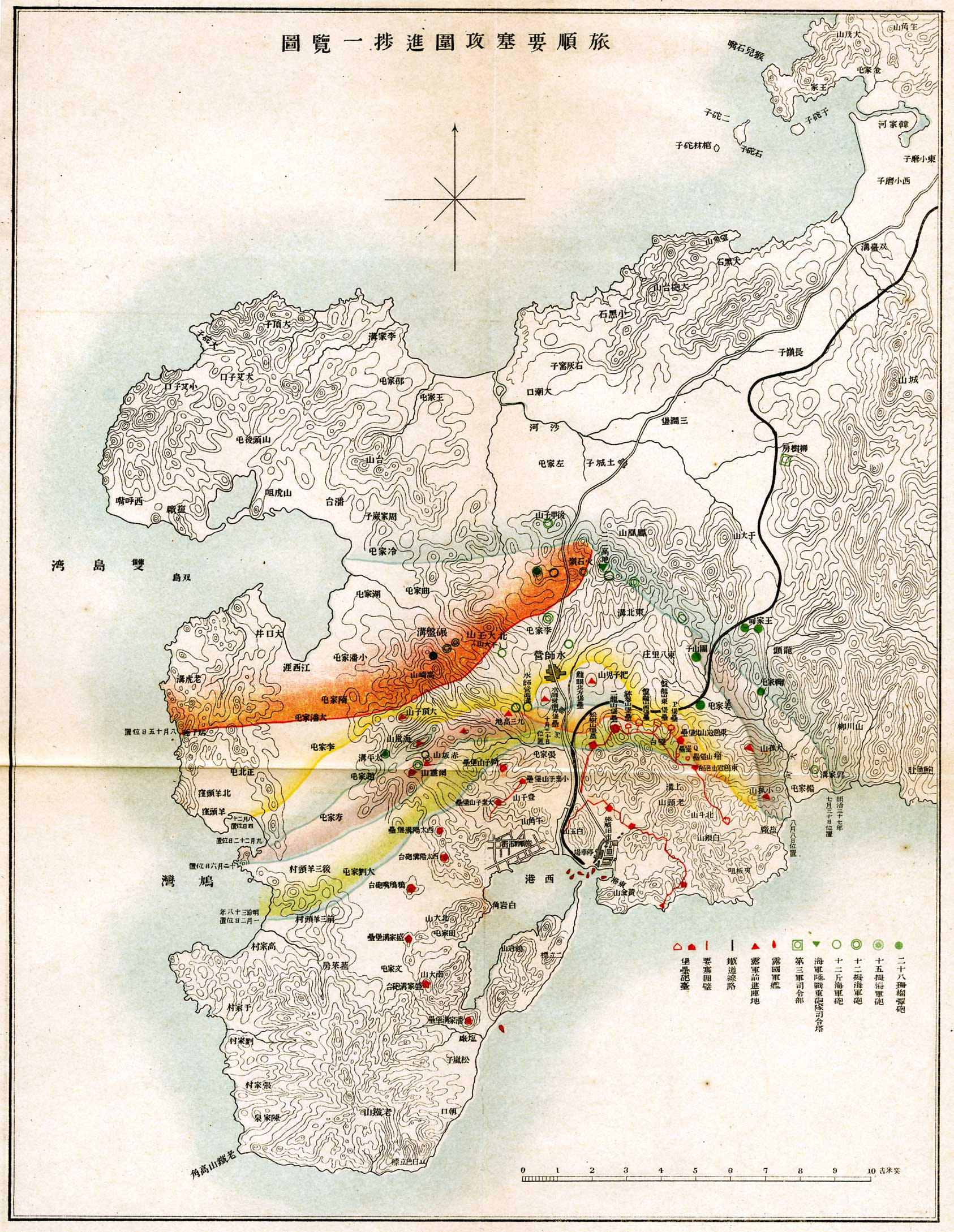
L'avanzata della 3ª Armata giapponese.
Linea blu: 30 luglio, rossa: 15 agosto, gialla: 20 agosto, verde: 2 gennaio.

### Avvicinamento alle fortificazioni (maggio - luglio 1904)
L'esercito giapponese poté riprendere l'avanzata dopo la battaglia di Nanshan, solo dopo essere stato rifornito di munizioni il 27 maggio. Una brigata occupò Nankualing Jungtion e Talienwan il 27 maggio, mentre Dalian venne occupata il 30 maggio dalla Terza Divisione. I russi si erano ritirati da Dalian abbandonando pressoché intatti ai giapponesi il porto, magazzini e le installazioni, ma le acque del porto erano state minate e occorsero settimane perché l'esercito giapponese potessero utilizzarlo per lo sbarco di rifornimenti.
I russi stabilirono una prima linea difensiva lunga circa 80 km da una costa all'altra della penisola, che partiva da Shiaopingtao a oriente fino a Anshishan a occidente, a circa quindici chilometri a sud di Dalian. I punti difensivi principali erano le due cime di Waitoushan e di Prominent Peak (ribattezzato Kenshan dai giapponesi). Il 26 giugno i giapponesi attaccarono impadronendosi con facilità di Waitoushan e con maggiori difficoltà di Prominent Peak, dove incontrarono una resistenza più accanita supportata anche da una sortita della flotta navale russa al largo di Shiaopingtao. I russi tentarono una serie di contrattacchi per la riconquista di Prominent Peak senza riuscire a riconquistarlo.
La nuova linea difensiva dei russi venne stabilita sulle Green Hill (o Taiposhan), che offriva ai russi delle posizioni che dominavano ripidi pendii, ma che era molto estesa e poteva essere aggirata sul fianco seguendo la linea ferroviaria. I giapponesi attaccarono il 26 luglio e dopo tre giorni di accaniti combattimenti s'impadronirono delle posizioni difensive, perdendo circa 4 000 uomini tra morti e feriti, contro 1 000 russi. Nogi ordinò di proseguire immediatamente con l'avanzata e l'esercito russo cedette rapidamente le posizioni sulle alture del Lupo (o Fenghuanshan), arrestandosi di fronte a una resistenza più accanita sulle Orphan Hill, di fronte alle fortificazioni permanenti di Port Arthur.

### Takushan e Hsuaokushan
Il bombardamento di Port Arthur iniziò il 7 agosto 1904 con una coppia di cannoni terrestri da 4,7 pollici e proseguì a intermittenza fino al 19 agosto, con il supporto della Marina imperiale giapponese.
I primi due obbiettivi dell'esercito furono due alture semiisolate che si protendevano a nordovest delle linee fortificate russe, Takushan (Big Orphan) e Hsuaokushan (Little Orphan), dalla cui cima era possibile osservare gli ingressi e le uscite delle navi sia da Port Arthur, sia da Dalian. Le due colline non erano pesantemente fortificate ed erano difese da soli tre battaglioni, ma eccetto che verso sud i loro pendii erano ripidi, si supportavano mutuamente e il terreno di fronte a esse fino alle linee giapponesi era privo di ripari. Inoltre i russi avevano allagato il terreno bloccando con una diga il fiume Ta che scorreva di fronte alle colline.
Il 7 agosto 1904, dopo un bombardamento iniziale dalle 16:30 fino alle 19:30 il generale Nogi lanciò la fanteria in un assalto frontale nonostante che la cattiva visibilità dovuta alla pioggia e alle nuvole di fumo, impedisse l'uso dell'artiglieria in supporto ravvicinato. I giapponesi riuscirono ad avanzare solo fino alle prime pendenze delle due colline e molti soldati affogarono nel fiume Ta, prima che i giapponesi riuscissero a distruggere la diga. L'attacco riprese all'alba dell'8 agosto, senza guadagnare terreno, grazie anche al fuoco di una flottiglia russa, guidata dall'incrociatore Novik, fino a che questa non venne obbligata a ritirarsi dagli obici da 3 pollici giapponesi, distaccati dalle colline orientali. Il fuoco dell'artiglieria giapponese tornò a concentrarsi sulle difese russe, e gli attacchi della fanteria forzò gradualmente i difensori a ritirarsi dalle loro trincee.. Takushan fu catturato alle 20:30 dell'8 agosto, mentre Hsiaokushan il mattino seguente.
La conquista di queste due colline costò ai giapponesi 1 280 morti e feriti. In seguito alle proteste avanzate dall'esercito giapponese alla marina per la facilità con cui i russi avevano ottenuto supporto navale, la Marina inviò una batteria di quattro cannoni da 12 libbre, con una gittata sufficiente a impedire ulteriori sortite navali russe.
Il viceré Alekseev sostenitore di un'azione decisa, piuttosto che del mantenere una flotta in potenza rinchiusa in porto, in attesa dell'arrivo della flotta del Baltico si appellò allo zar Nicola II e questi rispose che ne condivideva le opinioni. Messo di fronte a un ordine imperiale e alla minaccia di un'azione legale, l'ammiraglio Withöft ordinò alla flotta di prepararsi per l'uscita in mare per riunirsi alla squadra a Vladivostok. Withöft salpò il 10 agosto alle 08:30 e venne ingaggiato dalla flotta giapponese al comando dell'ammiraglio Tōgō Heihachirō nella battaglia del Mar Giallo. Nel corso della battaglia il ponte di comando della Cesarevič fu distrutto dal fuoco delle navi giapponesi e l'ammiraglio Withöft fu tra le vittime. e la flotta russa danneggiata rientrò a Port Arthur l'11 agosto.
L'11 agosto i giapponesi offrirono un cessate il fuoco temporaneo, perché i russi potessero far evacuare tutti i non combattenti in sicurezza, che i russi rifiutarono dopo alcune discussioni il 17 agosto. Comunque in seguito al deterioramento della situazione a Port Arthur, gli osservatori militari stranieri decisero di andarsene per sicurezza già dal 14 agosto, usando le giunche dei contrabbandieri che forzavano il blocco navale giapponese.

### Battaglia di quota 174
Nogi pressato dagli ordini di catturare Port Arthur il più rapidamente possibile, sicuro della superiorità delle sue truppe e convinto di poter ripetere il suo precedente successo del 1894 nella guerra sino cinese decise di tentare un assalto frontale nonostante i prevedibili alti costi di vite umane. La Nona e Undicesima Divisione furono incaricate dell'assalto della linea di difesa nordorientale, mentre la Prima Divisione fu incaricata di una manovra di attacco diversivo contro Quota 174, come preliminare per l'assalto a Quota 203, per proteggere il fianco destro dell'attacco principale e tentare di distrarre le forze russe dal vero obbiettivo dell'attacco, Nido d'Aquila (forte Wantai) dal quale un burrone conduceva direttamente alla città. La decisione di Nogi di attaccare frontalmente furono confermate da una ricognizione aerea effettuata con una mongolfiera lanciata dalle alture del Lupo.
La Prima Divisione iniziò l'assalto diversivo all'alba del 13 agosto. La spinta principale fu diretta inizialmente diretta contro Quota 180, con attacchi di fiancheggiamento e diversione lungo la linea da Fort Sung-shu fino alla batteria Chi-Kuan. Una volta forzati fuori i difensori russi grazie principalmente al fuoco di artiglieria, l'attacco giapponese si concentrò su Quota 174. Come nella battaglia di Nanshan, Tret'jakov era al comando dei difensori e rifiutò tenacemente di ritirarsi, mantenendo inizialmente il controllo di Quota 174, nonostante le perdite crescenti e la perdita della prima linea difensiva, ma anche in questo caso le richieste di rinforzi non furono accolte e il 20 agosto con più di metà dei suoi uomini uccisi o feriti e con il suo comando che si disintegrava, man mano che piccoli gruppi arretravano nella confusione, Tret'jakov non ebbe scelta che ritirarsi e lasciando Quota 174 in mano giapponesi. Solo quest'assalto era costato circa 1 700 morti e feriti ai giapponesi e oltre 1 000 ai russi.
L'assalto principale iniziò nella notte tra il 19 e il 20 agosto, dopo un bombardamento di artiglieria contro le difese orientali da Forte Shung-shu fino alla batteria di Chikuan la Nona e Undicesima divisione iniziarono l'assalto contro Forte Wantai, nonostante una pioggia torrenziale. I difensori russi illuminarono la notte con proiettori e proiettili illuminanti al magnesio, dirigendo il fuoco delle loro mitragliatrici e usarono anche mezzi improvvisati per rompere l'impeto dell'assalto giapponese. La mattina del 21 agosto truppe della Nona Divisione riuscirono a conquistare la postazione della mitragliatrice che difendeva il forte di East Panlung, e la situazione rimase in stallo per tutto il pomeriggio, i russi non riuscivano a far sloggiare i giapponesi dalla posizione conquistata mentre questi venivano falcidiati dal fuoco incrociato degli altri forti ogni volta che tentavano di assaltare il forte vero e proprio. Nel tardo pomeriggio, un comandante giapponese notò che tutta l'attenzione di West Panlung era concentrata sul forte fratello e guidò un assalto che prese di sorpresa i russi e per le 18:00 i russi erano stati respinti da West Panlung, anche se i giapponesi non potevano a loro volta occuparlo per l'intensità del fuoco proveniente dal muro cinese. Con West Panlung non più una minaccia due battaglioni del Settimo Reggimento presero d'assalto East Panlung conquistandolo, nonostante le alte perdite.
La mattina del 24 agosto i giapponesi tentarono l'assalto a Forte Wantai usando come punto di partenza i due forti conquistati di East e Weast Panlung, ma, a causa della cattiva coordinazione dell'attacco affidato a una brigata della Nona Divisione e a una dell'Undicesima Divisione, questo fallì con pesanti perdite e alla fine del 24 agosto Nogi richiamò l'attacco. Complessivamente l'esercito giapponese aveva perso circa 18 000 uomini tra morti e feriti, conquistando solo tre obbiettivi di dubbio valore, dato che erano esposti al fuoco dei rimanenti forti russi. I russi tentarono nella notte tra il 27 e il 28 agosto di riconquistare, fallendo, West Panlung.
Con tutte le altre posizioni fermamente sotto il controllo russo Nogi decise infine di abbandonare l'assalto frontale a favore di un assedio prolungato. Il 25 agosto 1904, il giorno dopo il fallimento dell'ultimo assalto di Nogi, il maresciallo Ōyama Iwao, desideroso di mantenere l'iniziativa contro l'esercito russo e ormai certo che sarebbe stato inutile attendere le armate al comando di Nogi, bloccate nell'assedio di Port Arthur, ingaggiò le forze al comando del generale Aleksej Kuropatkin nella battaglia di Liaoyang.

### L'assedio

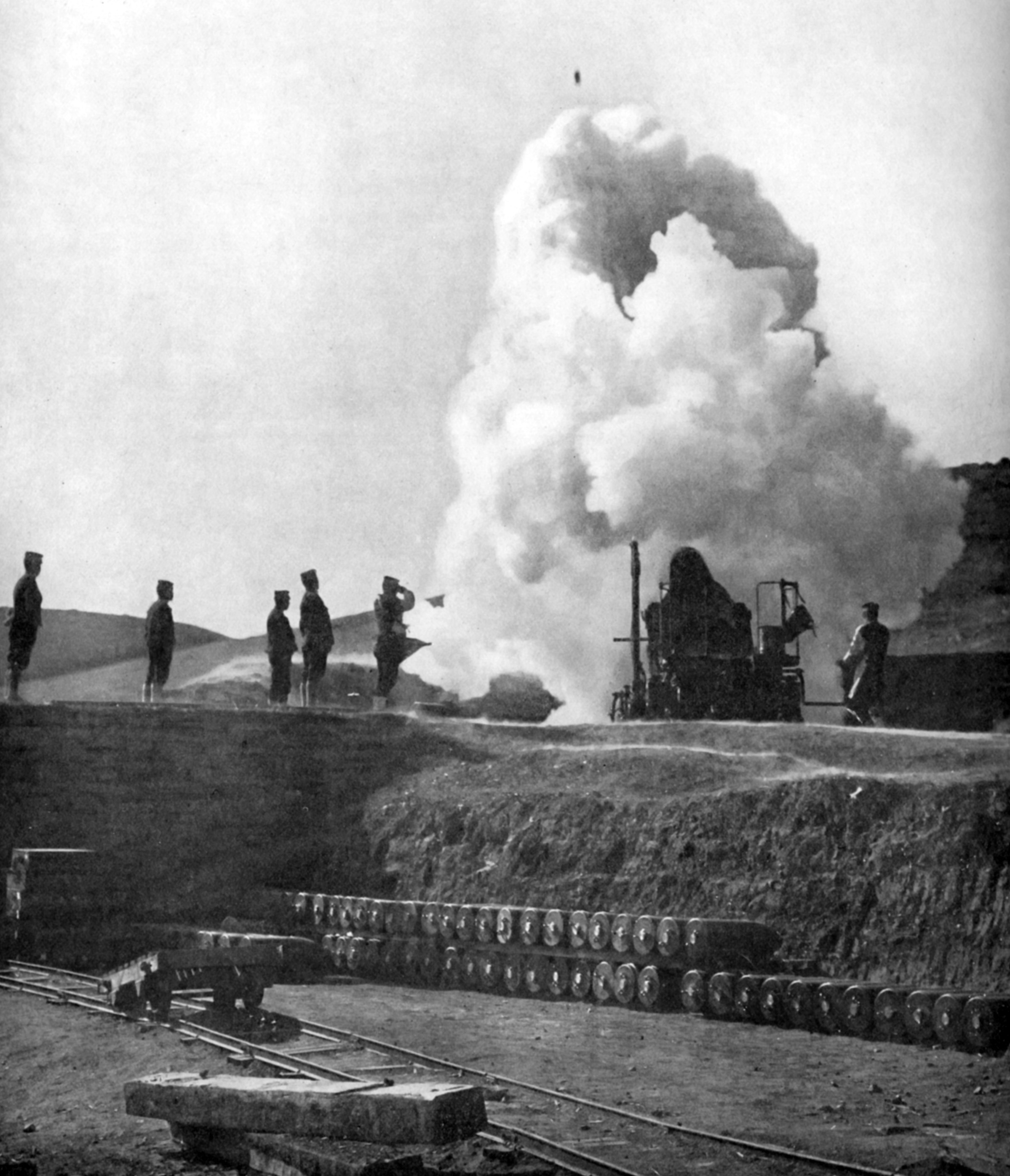
Un obice giapponese da 280 mm spara contro Port Arthur

Avendo fallito nel tentativo di penetrare le fortificazioni di Port Arthur con un assalto diretto, Nogi ordinò ai genieri di costruire trincee e tunnel sotto ai forti russi per piazzare delle mine e distruggerne i muri. A questo punto Nogi aveva ricevuto ulteriori artiglierie e 16 000 nuove truppe dal Giappone, per compensare parzialmente le perdite sostenute nei primi assalti. Comunque lo sviluppo principale fu l'arrivo della prima batteria di enormi obici da 280 mm da assedio, che rimpiazzarono quelli persi nell'affondamento della Hitachi-Maru. I massicci obici da 280mm potevano scagliare un proiettile da 227 kg fino a 7 km, dando a Nogi la potenza di fuoco necessaria a fare un serio tentativo contro le fortificazioni russe. Gli enormi proiettili degli obici furono soprannominati "treni ruggenti" dalle truppe russe (per il suono che facevano poco prima dell'impatto) e durante l'assedio ne furono sparati complessivamente circa 36 000. Gli obici erano stati originariamente installati nelle batterie costiere nei forti che sorvegliavano le baie di Tokyo e Osaka ed erano stati costruiti in funzione anti-nave.
Mentre i giapponesi si misero al lavoro per scavare tunnel, il generale Stessel' trascorse la maggior parte del tempo inviando lettere di protesta allo zar riguardanti la mancanza di cooperazione degli ufficiali della marina. A causa della mancanza di cibi freschi la guarnigione di Port Arthur stava iniziando a sperimentare serie epidemie di scorbuto e dissenteria.
Nogi spostò la sua attenzione verso Temple Redoubt e forte Kuropatkin nel settore orientale e a Quota 203 e a Namako Yama in quello occidentale. Stranamente fino a questo punto né Nogi, né Stessel' avevano realizzato l'importanza strategica di Quota 203: dalla sua sommità c'era la vista del porto non era ostruita e avrebbe permesso ai giapponesi (una volta conquistata) di dirigere il fuoco delle artiglierie contro la flotta riparata nel porto. Questo fatto fu portato all'attenzione di Nogi, il 18 settembre durante l'ispezione del generale Kodama Gentarō, che intuì immediatamente che quella collina era la chiave della difesa russa.
Per metà settembre i giapponesi avevano scavato dai sei ai sette chilometri di trincee di fronte alle difese russe ed erano pronti a un nuovo attacco. Il piano di Nogi prevedeva una finta contro le difese orientali, mirando invece a conquistare Forte Kuropatkin e a lanciare attacchi sostanziosi contro Akasaka Yama e Quota 203.. Forte Kuropatkin, dove le trincee giapponesi erano giunte fino a 70 metri di distanza venne attaccato da forze della Nona Divisione il 19 settembre, che riuscirono a catturarlo perdendo circa 500 uomini, e impossessandosi quindi delle riserve d'acqua potabile russe. Da Forte Kuropatkin iniziarono nuovi scavi in direzione di Forte Ehrlung.
La Prima Divisione attaccò Akasaka Yama il 19 settembre, anticipata da un intenso fuoco di artiglieria, a cui parteciparono anche cannoniere dalla baia di Louisa. Il 20 settembre i difensori russi sorpresi da un attacco simultaneo di due reggimenti giapponesi credettero di essere circondati e si ritirarono. I tentativi russi di riformare i soldati e riconquistare Akasaka Yama fallirono. Il 20 settembre i giapponesi conquistarono anche Temple Redoubt.
Il 20 settembre fu lanciato un attacco a tre punte contro Quota 203, ma i russi arrestarono le dense colonne di attaccanti con il fuoco delle mitragliatrici e dei cannoni. L'attacco fallì e giapponesi vennero respinti, lasciando il terreno coperto di morti e feriti. La battaglia per Quota 203 continuò per diversi giorni, i giapponesi la conquistarono più volte solo per essere poi respinti dai contrattacchi russi. Quando Nogi decise di abbandonare il tentativo aveva perso oltre 3 500 uomini. I russi usarono il momento di riposo per rinforzare ulteriormente le difese di Quota 203, mentre Nogi iniziò un prolungato bombardamento d'artiglieria della città e delle parti del porto entro la gittata dei suoi cannoni.
Il 29 ottobre Nogi tentò nuovamente un assalto frontale contro Quota 203, che in caso di successo intendeva offrire come regalo per il compleanno dell'imperatore Meiji. Comunque a parte conquistare alcune fortificazioni minori l'attacco fallì dopo sei giorni di combattimento, con la perdita di 124 ufficiali e 3 611 soldati giapponesi.
L'inizio dell'inverno fece poco per rallentare l'intensità della battaglia. Nogi ricevette ulteriori rinforzi dal Giappone, inclusi altri 18 obici da 280mm, che furono trasportati manualmente dalla ferrovia da squadre di 800 soldati, lungo un binario a scartamento ridotto lungo 13 km che era stato esplicitamente preparato per quello scopo. Questi furono aggiunti agli altri 450 cannoni già piazzati. Un'innovazione della campagna fu la centralizzazione del controllo del fuoco giapponese, con le batterie di artiglieria connesse al quartier generale da miglia di linee telefoniche.
Ben consapevoli che la Flotta Russa del Baltico era in viaggio, il quartier generale giapponese comprendeva pienamente la necessità di distruggere le navi russe ancorate nel porto. Divenne perciò essenziale che Quota 203 venisse catturata senza ulteriori ritardi e cominciò a montare la pressione politica per rimpiazzare Nogi.

### La battaglia per Quota 203

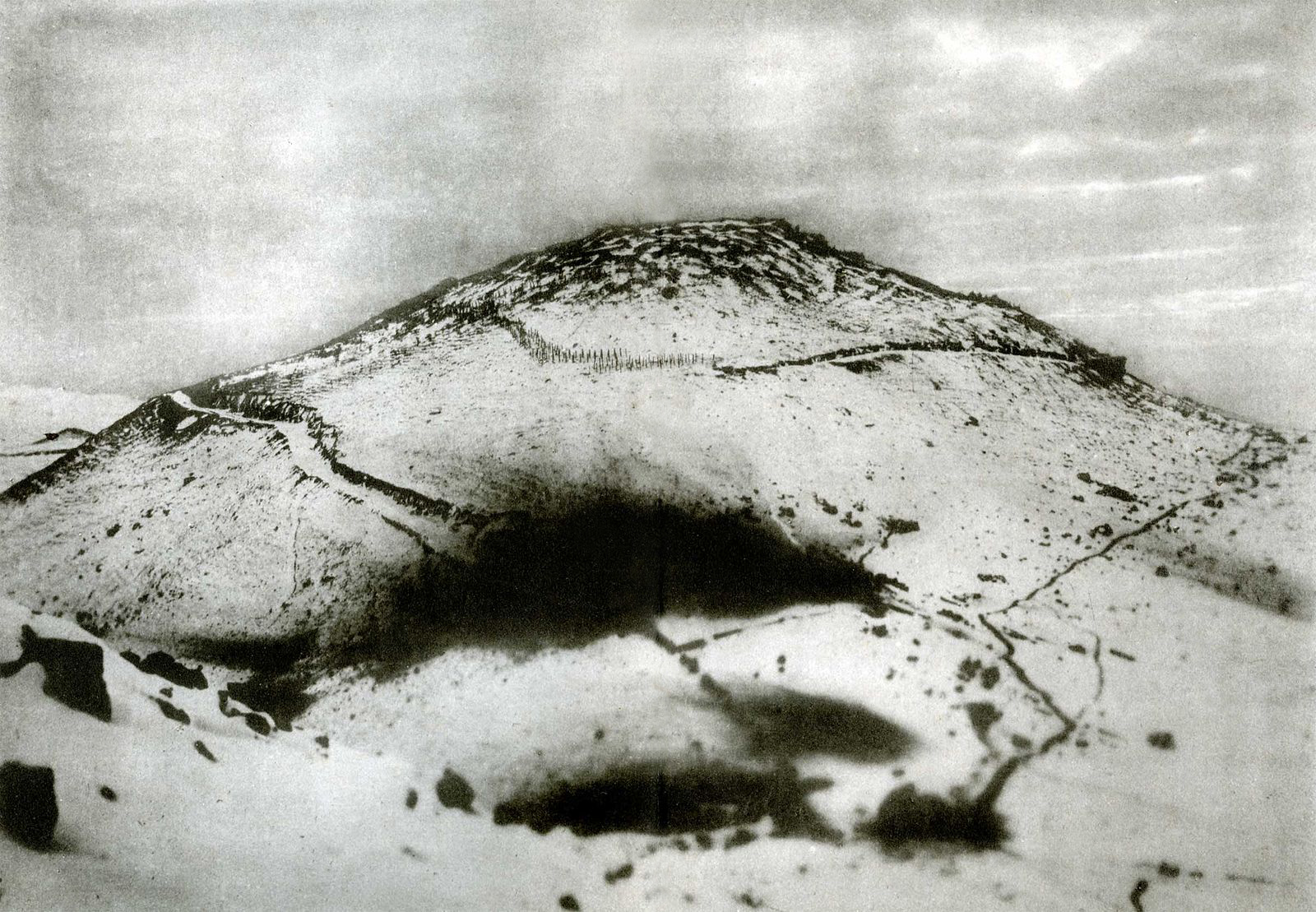
Quota 203, 14 dicembre 1904

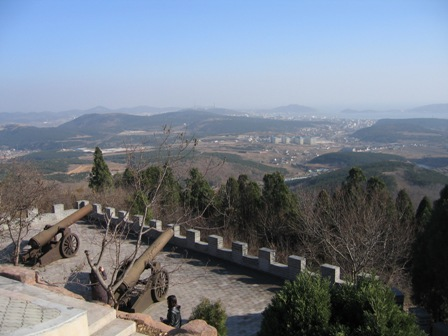
Port Arthur visto dalla sommità di Quota 203, novembre 2004

I difensori russi trincerati sulla sommità di Quota 203 erano al comando del colonnello Tret'jakov, organizzati in cinque compagnie di fanteria con nidi di mitragliatrici, una compagnia del genio, alcuni marinai e una batteria di artiglieria. Le difese della collina stessa, sebbene danneggiate dagli attacchi precedenti erano ancora intatte. Oltre alla difesa naturale della sua posizione elevata con fianchi ripidi, era protetta da una massiccia ridotta e due forti e completamente circondata da reticolati di filo spinato elettrificato. Era anche collegata ai forti vicini di False Hill e Akasaka Yama da trincee. Il nome "Quota 203" è in realtà impreciso, dato che la collina consiste di due picchi (uno di 203 m e l'altro di 210 m, distanti 140 m), connessi da una stretta cresta. Il comando fortificato russo in cemento rinforzato era situato sulla cima alta 203 m.
Dopo due costosi fallimenti nel tentativo di conquistare Quota 203 in ottobre, Nogi venne salvato dalla corte marziale solo dall'intervento personale senza precedenti dell'imperatore Meiji. Comunque il maresciallo di campo Ōyama Iwao provava intollerabile l'indisponibilità della 3ª Armata e inviò il generale Kodama Gentarō a fare pressione su Nogi per prendere un'azione drastica o rilevarlo dal comando. Nogi pertanto non ebbe altre alternative che un ulteriore attacco contro Quota 203, senza curarsi del suo costo.
Dopo settimane di scavi i genieri giapponesi erano giunti sotto le difese principali del perimetro e il 26 novembre 1904 Nogi ordinò alle sue forze di riprendere l'attacco. Gli assalti frontali contro forte Erhlung e Sung-shu vennero nuovamente respinti dai difensori russi. Le perdite ufficiali giapponesi ammontarono a 4 000 uomini, ma non ufficialmente furono forse anche il doppio. Il generale russo Kondratenko prese la precauzione di appostare tiratori scelti per sparare sulle sue truppe di prima linea che avessero tentato di abbandonare la posizione assegnata.
Alle 8:30 del 28 novembre, con un massiccio supporto di artiglieria, le truppe giapponesi tentarono nuovamente un assalto sui pendii di Akasaka Yama e Quota 203. Oltre 1 000 proiettili dagli obici da 280 mm furono sparati un singolo giorno a supporto dell'attacco. I giapponesi giunsero fino alla linea di reticolati di filo spinato all'alba e mantennero la posizione per tutto il giorno seguente, mentre l'artiglieria teneva i difensori occupati con un continuo bombardamento. Nonostante ciò le forze giapponesi subirono gravi perdite e i difensori russi erano ben posizionati per usare bombe a mano e mitragliatrici contro le dense masse di soldati giapponesi.
La battaglia continuò nei giorni seguenti con pesanti combattimenti corpo a corpo. Infine alle 10:30 del 5 dicembre, dopo un altro massiccio bombardamento di artiglieria i giapponesi riuscirono a sopraffare Quota 203, catturando solo una manciata di difensori ancora vivi alla sommità. I russi lanciarono due contrattacchi per riprendere la collina, entrambi i quali fallirono e per le 17:00 Quota 203 era sotto un sicuro controllo giapponese.
I giapponesi persero 8 000 uomini tra morti e feriti solo nell'assalto a questa posizione. I russi che non ebbero mai più di 1 500 uomini contemporaneamente sulla cima, persero per difenderla oltre 3 000 soldati tra morti e feriti.

### Distruzione della Flotta Russa del Pacifico

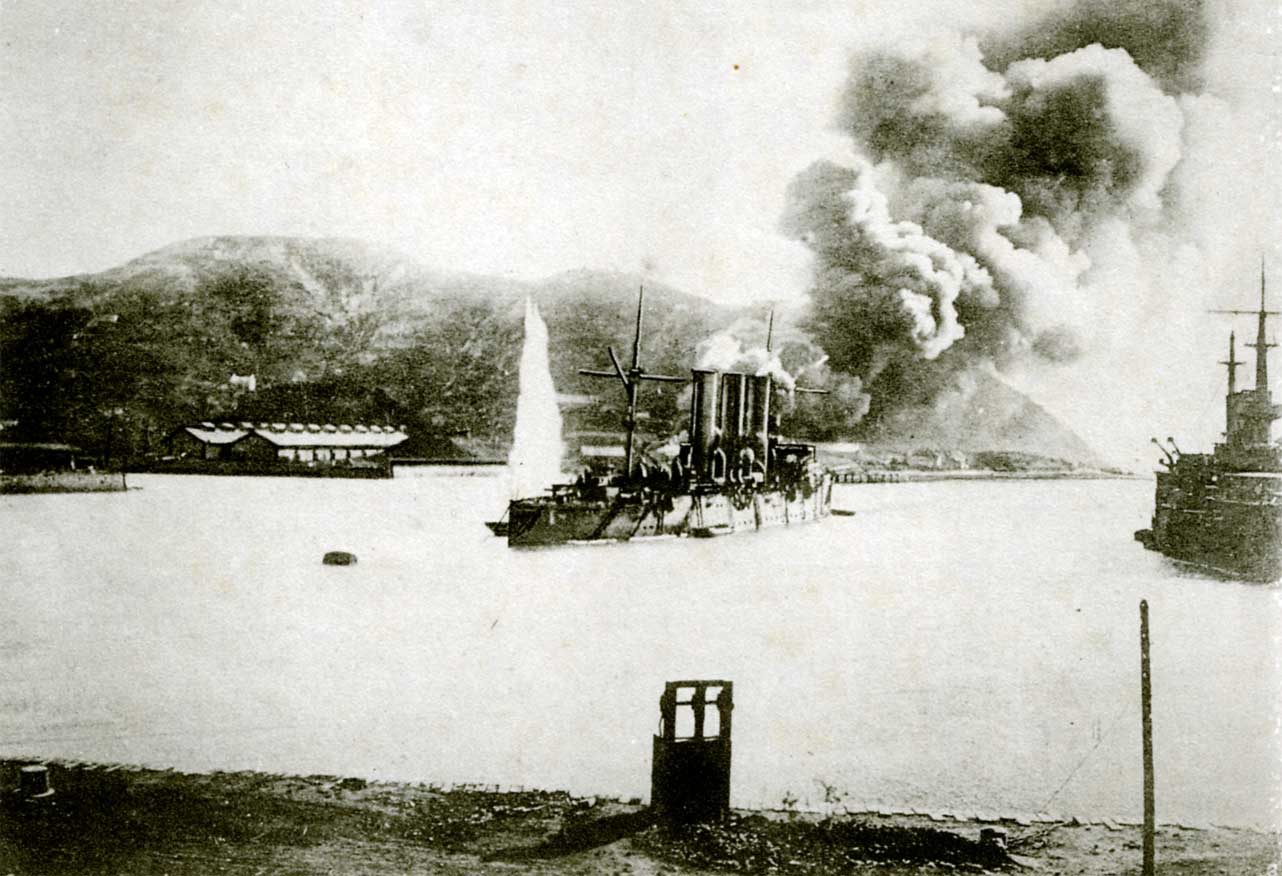
Incendio al deposito di carburante

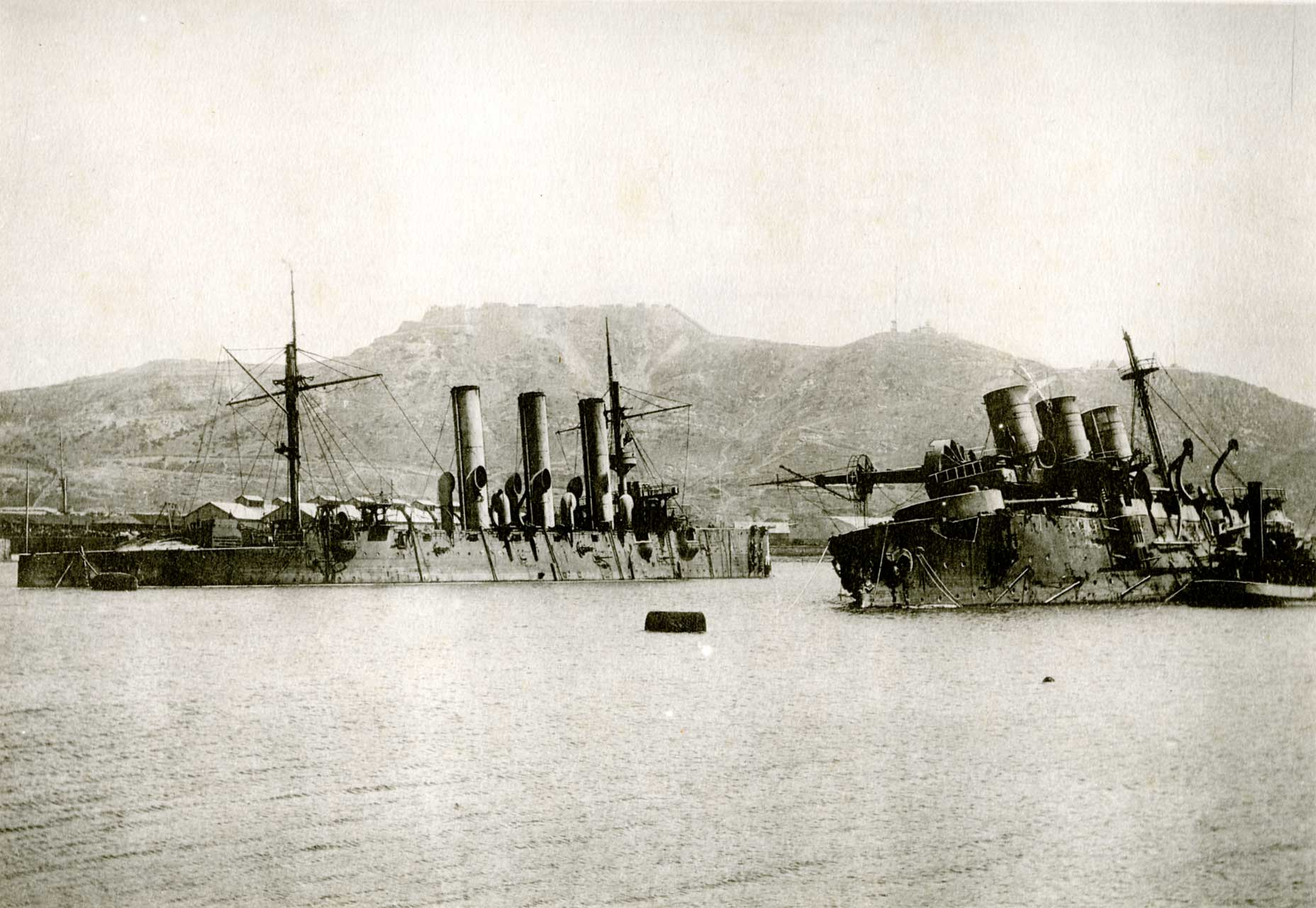
L'incrociatore Pallada e la corazzata Pobeda

Dalla cima di Quota 203 gli osservatori giapponesi avevano la piena visuale del porto e potevano ora dirigere con chiarezza il fuoco degli obici da 280 mm contro la Flotta Russa del Pacifico.
Il 5 dicembre 1904 la corazzata Poltava venne distrutta, seguita dalla corazzata Retvizan il 7 dicembre, le corazzate Pobeda e Peresvet e dagli incrociatori Pallada e Bayan il 9 dicembre 1904. La corazzata Sevastopol, sebbene colpita cinque volte dai proiettili da 280 mm riuscì a spostarsi fuori tiro. Punto dal fatto che la Flotta Russa del Pacifico fosse stata affondata dall'esercito e non dalla Marina imperiale, e con un ordine diretto da Tokyo che non doveva permettere alla Sevastopol di scappare, l'ammiraglio Togo inviò una serie di attacchi di cacciatorpediniere, per un totale di sei separati attacchi contro la corazzata russa superstite. Dopo tre settimane la Sevastopol era ancora a galla dopo essere sopravvissuta a 124 siluri ed essere riuscita ad affondare due cacciatorpediniere giapponesi e a danneggiare sei altri vascelli. Il 12 dicembre 1905 i giapponesi persero l'incrociatore Takasago a causa di una mina fuori dal porto.
La notte del 2 gennaio 1905 dopo la resa di Port Arthur, il capitano Nikolai Essen della Sevastopol fece autoaffondare la nave in acque profonde 55 m, aprendo le valvole di presa dell'acqua solo su un lato, così che la nave affondasse piegata su un lato e non potesse essere recuperata dai giapponesi.

### La resa

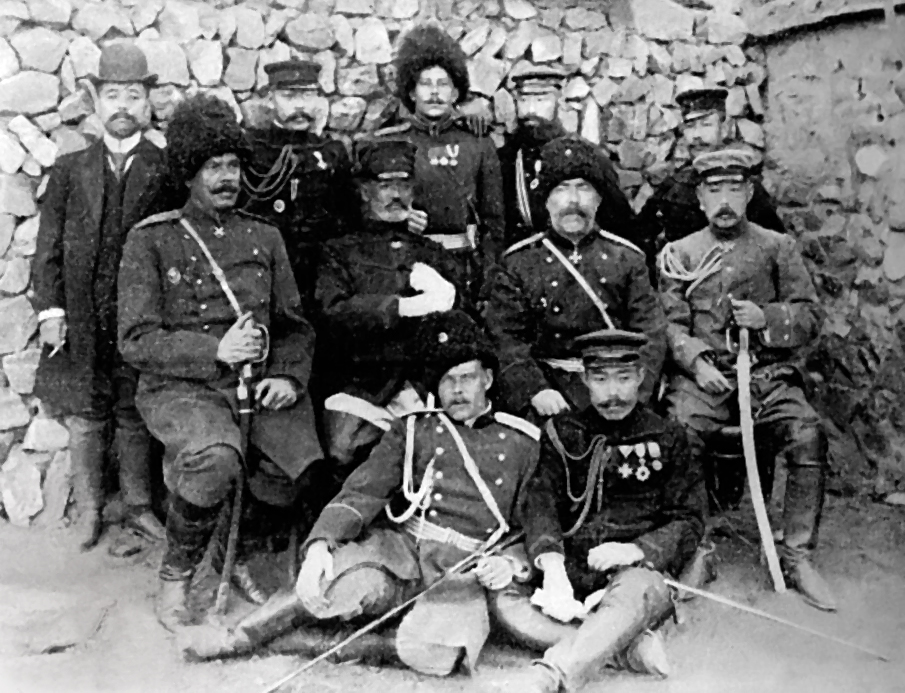
Nogi (centrosinistra), Stessel' (centrodestra) e i loro staff

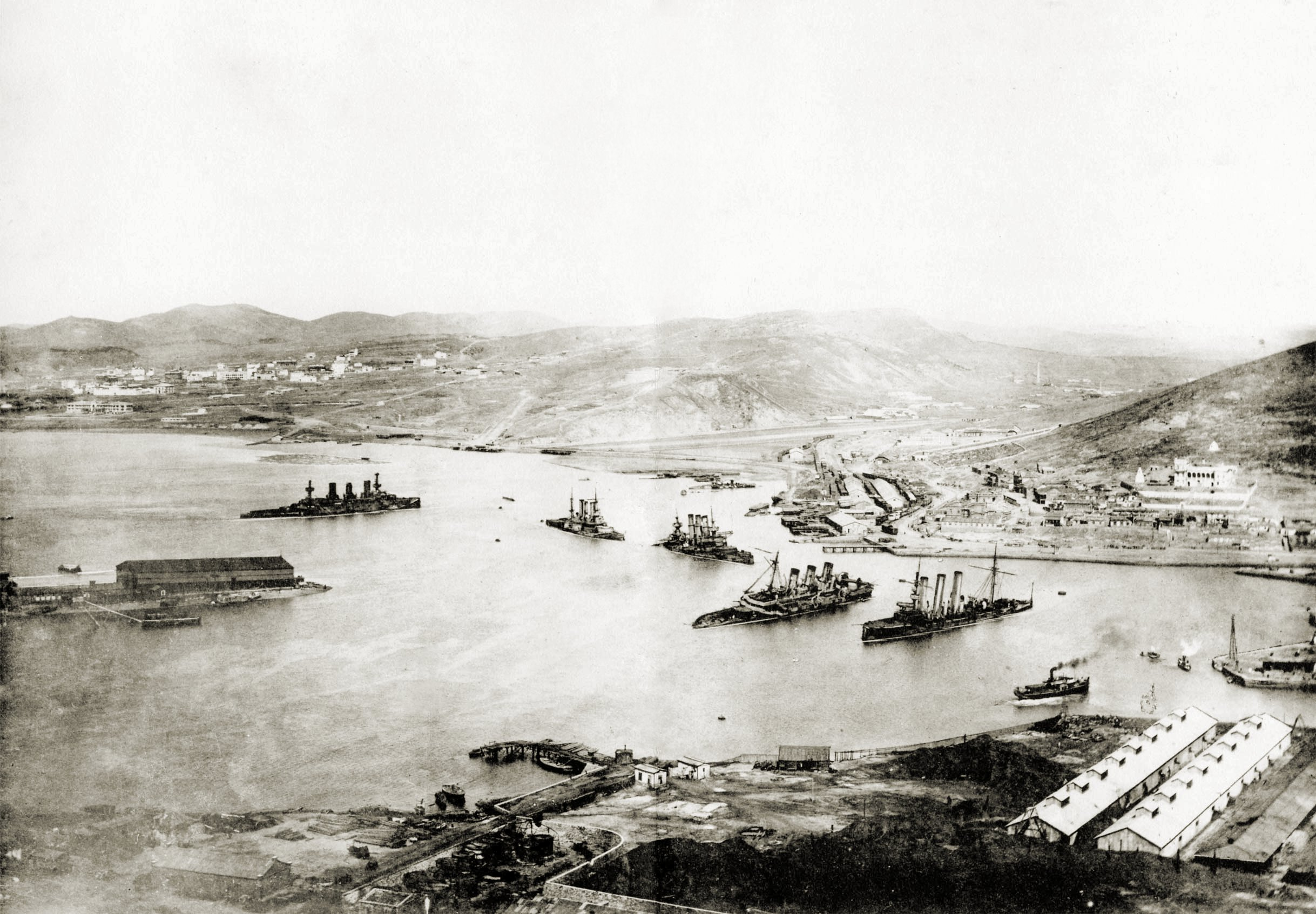
Navi danneggiate della Flotta Russa del Pacifico, che successivamente saranno recuperate dalla marina giapponese

In seguito alla perdita della Flotta del Pacifico, la motivazione per difendere Port Arthur venne messa in dubbio da Stessel' e Foch in un concilio dell'8 dicembre 1904, ma l'idea di arrendersi venne rifiutata da altri ufficiali anziani. La trincea giapponese e la guerra di scavo continuò. Con la morte del generale Kondratenko il 15 dicembre 1904 a Fort Chikuan, Stessel' nominò al suo posto l'incompetente Foch. Il 18 dicembre 1904, i giapponesi fecero esplodere una bomba da 1 800 kg sotto Fort Chikuan, che cadde quella notte. il 28 dicembre furono fatte detonare delle mine anche sotto Fort Erhlung distruggendo anch'esso.
Il 31 dicembre 1904 una serie di mine vennero fatte esplodere sotto Fort Sungshu, ultimo superstite delle principali fortezze russe, che si arrese lo stesso giorno. Il 1º gennaio 1905 anche Wantai venne catturata dai giapponesi. Lo stesso giorno Stessel' e Foch inviarono un messaggio al generale Nogi offrendo la resa. Nessuno degli altri ufficiali anziani russi era stato consultato e diversi tra questi, tra cui Smirnov e Tret'jakov ne furono oltraggiati. La resa venne accettata e firmata il 5 gennaio 1905 nei sobborghi settentrionali di Shuishiying.
La guarnigione russa venne presa prigioniera e venne concesso ai civili di allontanarsi. Agli ufficiali russi venne offerta la possibilità di essere internati nei campi di prigionia con i loro uomini o di essere lasciati liberi se avessero giurato di non prendere ulteriore parte alla guerra.
Stessel', Foth e Smirnov vennero processati da una corte marziale al loro ritorno a San Pietroburgo.
Nogi, dopo aver lasciato una guarnigione a Port Arthur, condusse il grosso dei superstiti della sua armata di 120000 uomini a unirsi al maresciallo Oyama alla battaglia di Mukden.

### Perdite
Le forze di terra russe nel corso dell'assedio subirono 31 306 perdite, di cui almeno 6 000 morti. Alla fine dell'assedio i giapponesi catturarono 878 ufficiali dell'esercito e 23 941 soldati e 8 956 marinai, circa 15 000 prigionieri erano feriti o malati. I giapponesi catturarono anche 546 cannoni e 82 000 proiettili di artiglieria. Inoltre i russi persero l'intera Flotta del Pacifico che venne affondata o catturata.
Le perdite ufficiali dell'esercito giapponese furono successivamente indicate come 57 780 tra uccisi, feriti e scomparsi in azione di cui 14 000 morti, oltre a 33 769 ammalati durante l'assedio (di cui 21 023 di beriberi). La Marina Imperiale Giapponese perse 16 navi nel corso dell'assedio, incluse due navi da battaglia e quattro incrociatori. All'epoca furono riportate stime anche molto più alte per le perdite giapponesi, come per esempio 94 000 tra uccisi, feriti e scomparsi in azione, ma questi dati furono riportati prima che fossero pubblici i dati ufficiali giapponesi.

## Conseguenze

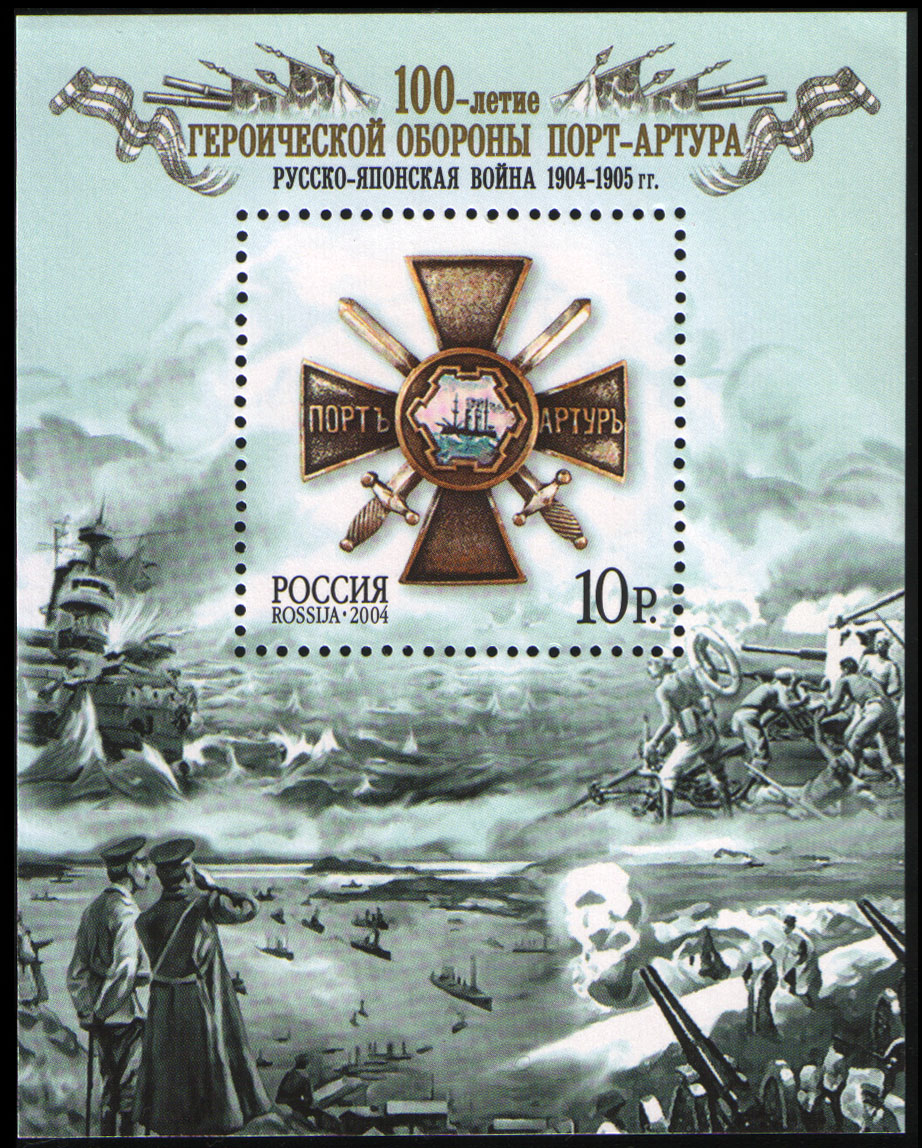
Francobollo commemorativo russo per il "centenario dell'assedio di Port Arthur" che mostra la decorazione militare, la croce dell'assedio di Port Arthur, 2004

La cattura di Port Arthur e le successive vittorie giapponesi a Mukden e a Tsushima contribuirono a spingere il presidente degli statunitense Theodore Roosevelt ad arbitrare un accordo di pace che risultò nel trattato di Portsmouth, terminando la guerra russo-giapponese. La perdita della guerra del 1905 condusse inoltre a una destabilizzazione interna nella Russia Imperiale (vedi Rivoluzione russa del 1905) inclusa la Domenica di sangue e condussero al manifesto di ottobre e alla fondazione della Duma.

## Nella cultura di massa

### Filmografia
- Port-Arthur regia di Nicolas Farkas (1936)
- La battaglia di Port Arthur (Nihonkai daikaisen) regia di Seiji Maruyama (1970).
- 203 kochi (Ni-hyaku-san kochi), regia di Toshio Masuda (1980).

La battaglia per Port Arthur compare nell'episodio Prelude to the War della serie televisiva Reilly, l'asso delle spie (1983).

### Wargame
L'assedio di Port Arthur figura nei seguenti wargame:
- Ron Bell (1992). Porth Arthur: The Russo-Japanese War. Simulazione della campagna terrestre della guerra russo giapponese, pubblicato come supplemento della rivista Command Magazine n. 19 e ristampato in Command Magazine Japan n. 6[57]
- Tetsuya Nakamura (2003). Storm over Port Arthur. Simulazione dell'assedio di Port Arthur, che usa il sistema di Storm over Arnheim, pubblicato sulla rivista giapponese Simulation Journal / Game Journal Magazine[58]
- Marc W. Miller (1975). Port Arthur. Simulazione strategica della campagna terrestre, pubblicato dalla GDW.[59]
- John David Truty. The Siege of Port Arthur. Wargame sull'assedio pubblicato in formato ziplock bag dalla Strife Games.[60]

### Approfondimento
1. ↑  L'altra base era Vladivostok che però era bloccata dai ghiacci per tre mesi l'anno.
2. ↑  Dal nome del comandante giapponese che guidò alla carica il reggimento che la conquistò, vedi Connaughton 2003, p. 239.
3. ↑  Da 1 a 10 sulla penisola della Tigre, da 12 a 18 sulla montagna d'Oro e da 19 a 22 sul monte della Croce, vedi Giannitrapani 1906, p. 128.
4. ↑  Il primo a partire fu l'osservatore statunitense McCully. Gli ufficiali de Curveille (francese) e von Guillgenheim (tedesco), si imbarcarono insieme sulla stessa giunca ma in seguito a un diverbio con l'equipaggio furono entrambi assassinati. Vedi Connaughton 2003, pp. 219-220.
5. ↑  Assi di legno con chiodi sporgenti per impalare i piedi, picchetti in legno, filo telegrafico (a volte elettrificato) al posto del filo spinato che scarseggiava. vedi Connaughton 2003, pp. 220-221.
6. ↑  Alcune fonti, come Kowner 2006, p. 151 riporta genericamente tutti gli obici come modelli Krupp, mentre in realtà quelli da 280 mm erano prodotti in Giappone su licenza della Armstrong Whitworth fin dal 1884, vedi Ushisaburo, p. 43, Brassey, p. 292 e Giannitrapani 1906, p. 141.
7. ↑  La Hitachi-Maru era un trasporto partito nel giugno del 1904 dal Giappone con a bordo un battaglione del primo reggimento di riserva della Guardia Imperiale composto da oltre mille uomini e 18 obici d'assedio da 280/15 mm. Il 15 giugno venne intercettata dall'incrociatore russo Gromoboi a occidente di Pusan nel mar del Giappone, che non avendo ricevuto risposta all'intimazione di resa la colpì con una serie di cannonate provocando danni irreparabili. La Hitachi Maru prese fuoco e prossima all'affondamento, il comandante delle truppe giapponesi, colonnello Suchi, distrusse solennemente la bandiera e poi "con il sorriso sul volto" si suicidò. Complessivamente persero la vita 631 uomini tra equipaggio e soldati imbarcati.Kowner 2006, pp. 192-193.
8. ↑  Tra i morti c'era anche il suo secondo figlio, Yasukori, ufficiale dell'esercito, Connaughton 2003, p. 243.

### Bibliografiche
1. 1 2 3 4 5 6 7 8  Clodfelter 1992, p. 385.
2. 1 2  Connaughton 2003, pp. 17 e 19.
3. 1 2  Kowner 2006, p. 291.
4. 1 2 3 4  Giannitrapani 1906, p. 124.
5. ↑  Connaughton 2003, p. 90.
6. ↑  Connaughton 2003, p. 88.
7. 1 2  Connaughton 2003, p. 92.
8. ↑  Connaughton 2003, p. 100.
9. 1 2 3  Connaughton 2003, p. 104.
10. ↑  Kowner 2006, p. 461.
11. ↑  Giannitrapani 1906, pp. 125-126.
12. ↑  Giannitrapani 1906, pp. 123-124.
13. ↑  Connaughton 2003, p. 44.
14. 1 2  Kowner 2006, pp. 291-292.
15. ↑  Giannitrapani 1906, p. 125.
16. ↑  Giannitrapani 1906, pp. 126-127.
17. 1 2 3 4  Giannitrapani 1906, p. 127.
18. ↑  Giannitrapani 1906, p. 130.
19. ↑  Kowner 2006, p. 360.
20. ↑  Kowner 2006, p. 292.
21. ↑  citato in Connaughton 2003, p. 213.
22. ↑  Connaughton 2003, pp. 212-213.
23. ↑  Kowner 2006, p. 291 e 295.
24. ↑  Kowner 2006, p. 295.
25. 1 2  Connaughton 2003, p. 101.
26. ↑  Connaughton 2003, p. 102.
27. ↑  Connaughton 2003, pp. 103, 104.
28. 1 2  Connaughton 2003, p. 105.
29. 1 2 3  Connaughton 2003, p. 214.
30. 1 2 3 4 5 6  Connaughton 2003, p. 215.
31. ↑  Ashmead-Bartlett 1906, pag. 63.
32. ↑  Forczyk 2009, p. 48.
33. ↑  Connaughton, p. 211.
34. ↑  Connaughton 2003, p. 212.
35. ↑  Connaughton 2003, p. 220.
36. ↑  Connaughton 2003, pp. 218-219.
37. ↑  Connaughton 2003, pp. 217-218 e 221.
38. ↑  Connaughton 2003, p. 217.
39. ↑  Connaughton 2003, p. 218.
40. ↑  Connaughton 2003, p. 219.
41. ↑  Connaughton 2003, p. 221.
42. 1 2  Connaughton 2003, p. 223.
43. ↑  Connaughton 2003, pp. 223-224.
44. ↑  Connaughton 2003, pp. 224-225.
45. 1 2  Connaughton 2003, p. 225.
46. ↑  Connaughton 2003, p. 161.
47. ↑  Connaughton 2003, p. 227.
48. ↑  Clodfelter 1992, p. 384.
49. 1 2 3  Connaughton 2003, p. 231.
50. ↑  Connaughton 2003, p. 228.
51. ↑  Connaughton 2003, pp. 228-229.
52. ↑  Connaughton 2003, p. 229.
53. ↑  Connaughton 2003, p. 230.
54. ↑  Connaughton 2003, p. 248.
55. ↑  Kowner 2006, pp. 369-370.
56. ↑  Ashmead-Bartlett 1906, p. 464.
57. ↑  (EN) Porth Arthur: The Russo-Japanese War, su boardgamegeek.com, boargamegeek. URL consultato il 7 aprile (archiviato dall'url originale il 23 aprile 2010).
58. ↑  (EN) Storm over Port Arthur, su boardgamegeek.com, Boardgamegeek. URL consultato il 7 aprile 2012 (archiviato dall'url originale il 17 dicembre 2011).
59. ↑  (EN) Port Arthur, su boardgamegeek.com, Boardgamegeek. URL consultato il 7 aprile 2012 (archiviato dall'url originale il 4 marzo 2016).
60. ↑  (EN) The Siege of Port Arthur, su boardgamegeek.com, Boardgamegeek. URL consultato il 7 aprile 2012 (archiviato dall'url originale il 3 aprile 2010).